# Тучубаевский сельсовет
Тучубаевский сельсовет — муниципальное образование в Балтачевском районе Башкортостана.

## История
Согласно «Закону о границах, статусе и административных центрах муниципальных образований в Республике Башкортостан» имеет статус сельского поселения.

## Население
| 2002 | 2009  | 2010 | 2012 | 2013 | 2014 | 2015 |
| ---- | ----- | ---- | ---- | ---- | ---- | ---- |
| 1266 | ↘1151 | ↘974 | ↘917 | ↘888 | ↘873 | ↘866 |
| 2016 | 2017  |      |      |      |      |      |
| ↘837 | ↘805  |      |      |      |      |      |

## Состав сельского поселения
| № | Населённый пункт | Тип населённого пункта       | Население |
| - | ---------------- | ---------------------------- | --------- |
| 1 | Тучубаево        | село, административный центр | ↘381      |
| 2 | Верхнекансиярово | деревня                      | ↘211      |
| 3 | Старые Каргалы   | деревня                      | ↘202      |
| 4 | Нижнекансиярово  | деревня                      | ↘155      |
| 5 | Буляк            | деревня                      | ↘20       |
| 6 | Чиятау           | деревня                      | →5        |